# 棟布雷松
棟布雷松（Dombresson）原是瑞士的市鎮，位於該國西部，由納沙泰爾州負責管轄，面積12.77平方公里，海拔高度742米，2011年人口1,607，四成半人口信奉基督教，人口密度每平方公里126人。